# Stern-Magnolie
Die Stern-Magnolie (Magnolia stellata) ist eine Pflanzenart aus der Gattung der Magnolien (Magnolia). Dieser laubabwerfende Strauch stammt aus Japan und wird heute verbreitet als Ziergehölz gepflanzt.

## Beschreibung

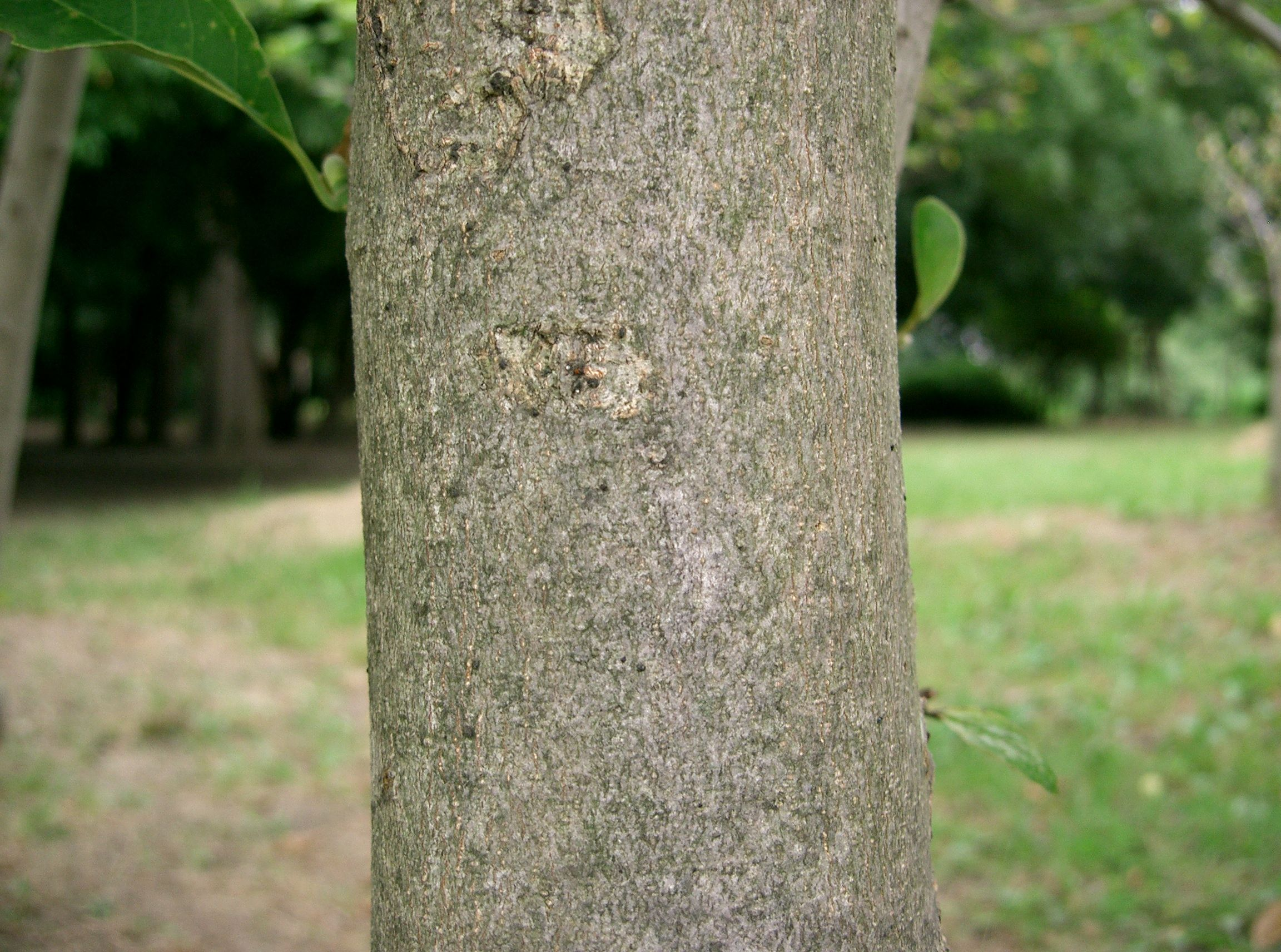
Stamm mit Borke

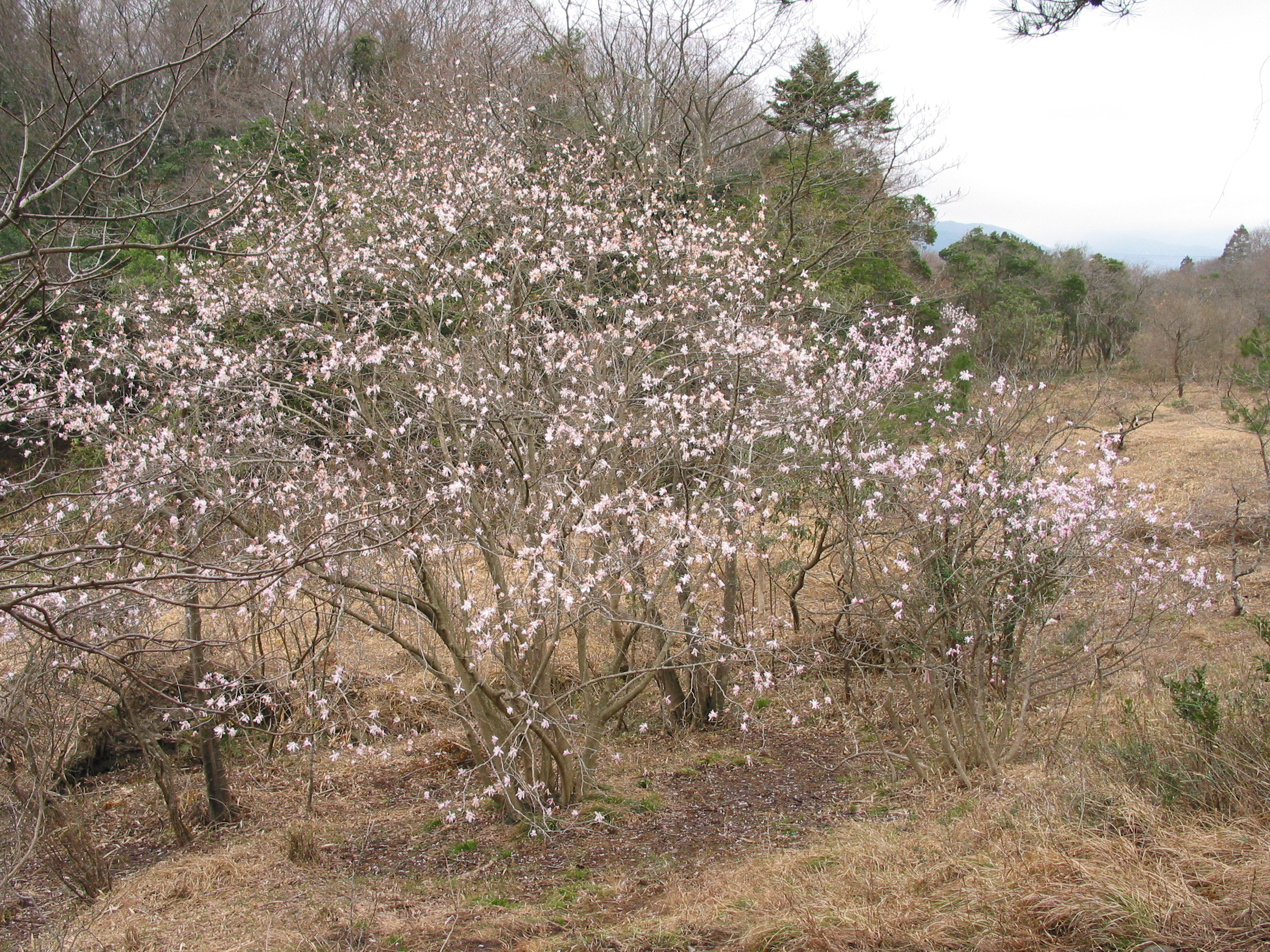
Ausläufer treibender Habitus der Stern-Magnolie

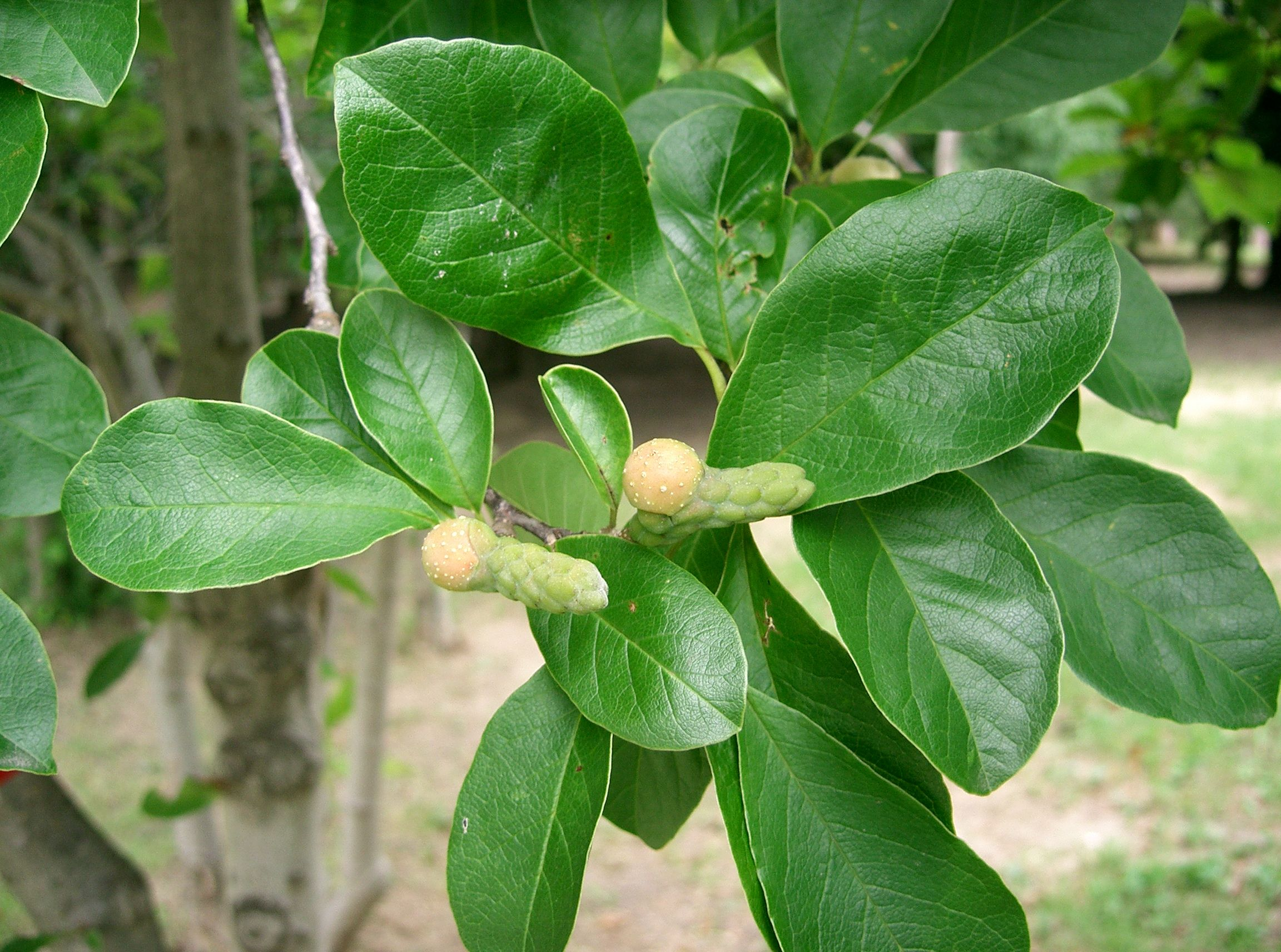
Gestielte Laubblätter

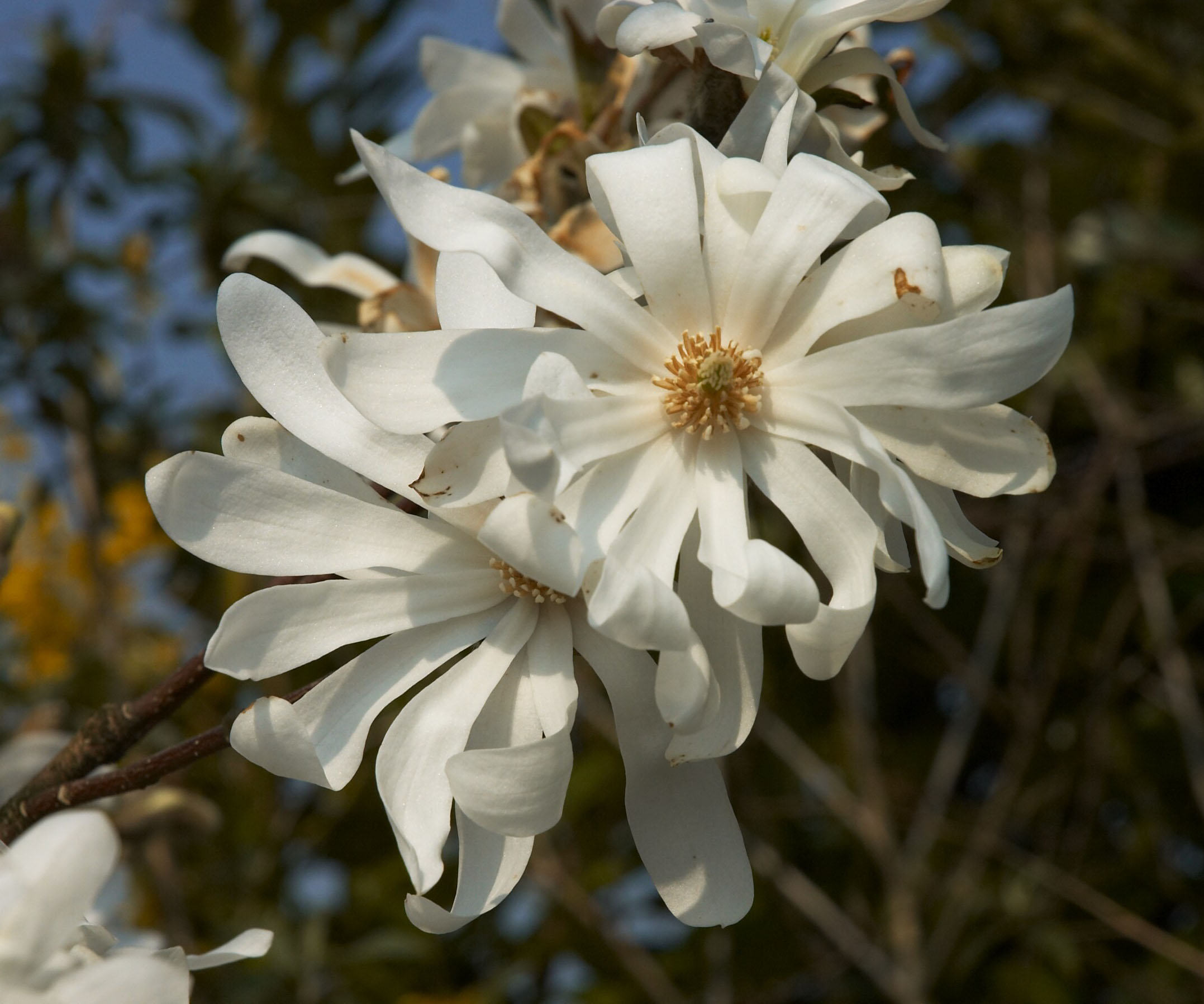
Blüte der Stern-Magnolie

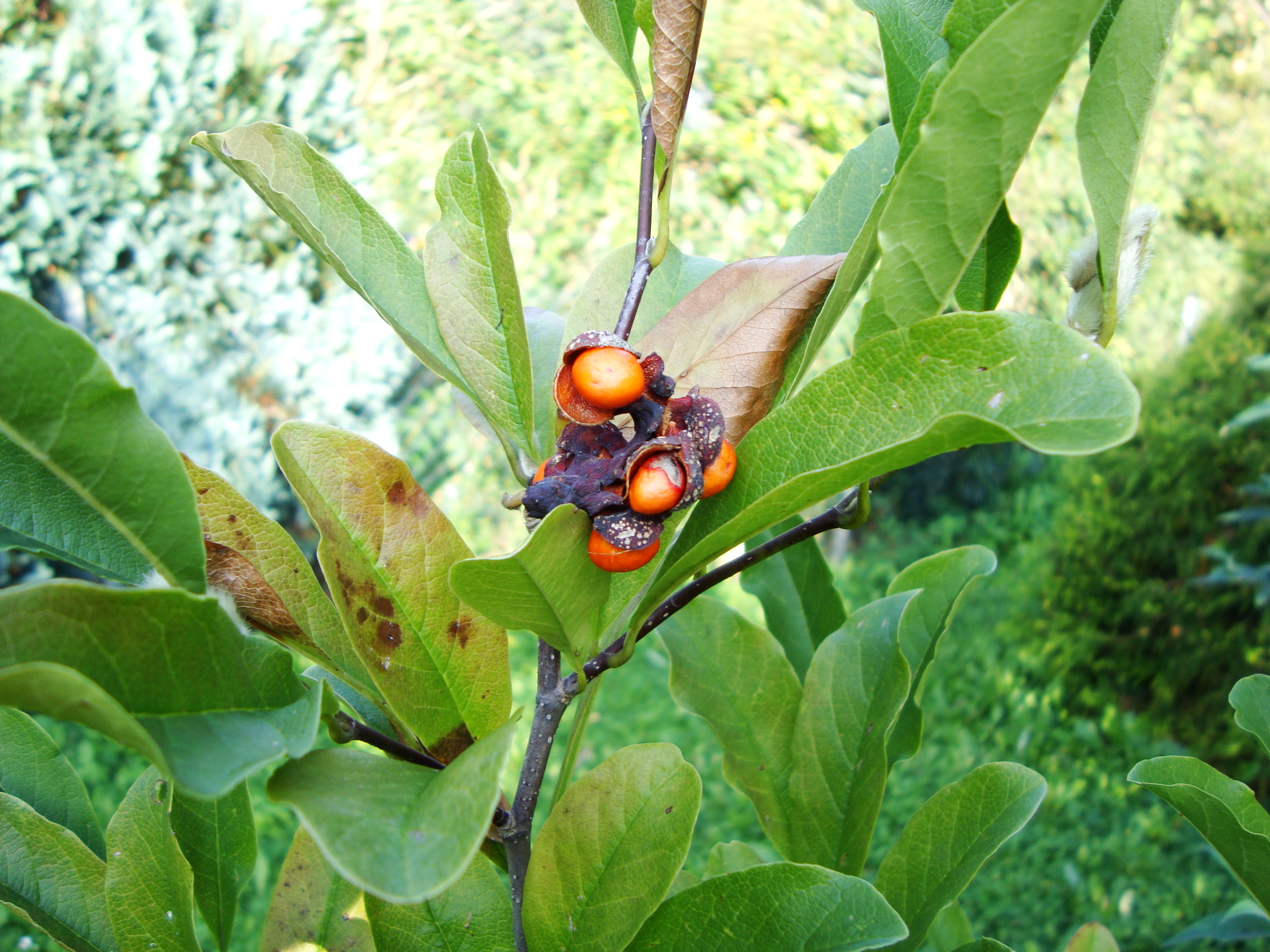
Früchte

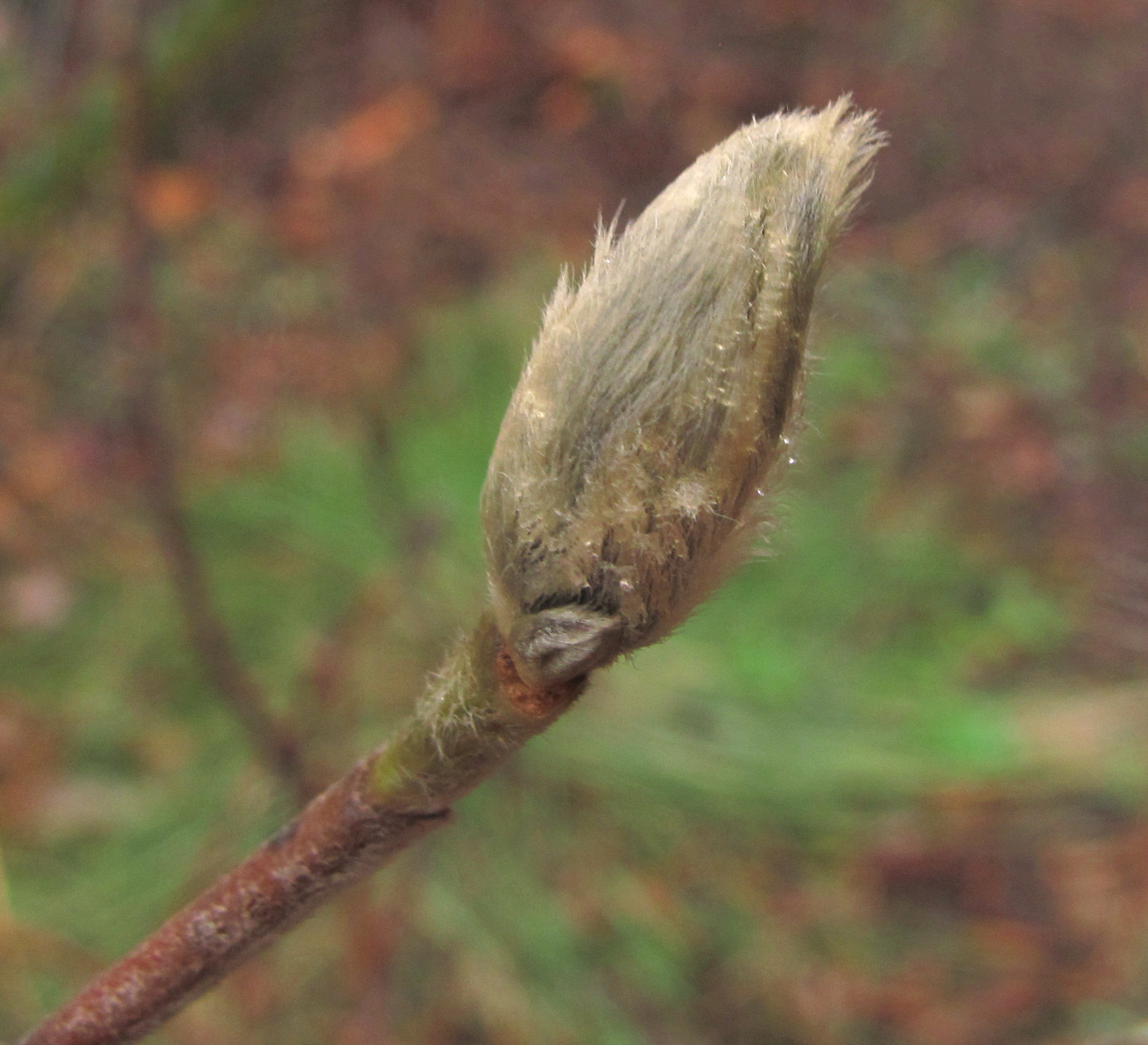
Winterknospe

### Erscheinungsbild und Blatt
Die Stern-Magnolie ist ein sommergrüner Strauch, der Wuchshöhen von 2 bis 5 Meter erreicht. Der Stamm verzweigt sich kurz über dem Boden und bildet eine breite Krone. Durch Ausläufer können ausgedehnte Dickichte entstehen. Die Rinde der Zweige ist gelblich-grün und behaart und ältere Äste besitzen eine graue oder braune, raue Rinde.
Die wechselständigen Laubblätter sind in Blattstiel und -spreite gegliedert. Die einfache, ganzrandige Blattspreite ist bei einer Länge von 10 bis 15 Zentimeter und einer Breite von etwa 5 Zentimeter ist verkehrt-eiförmig mit keilförmigem Spreitengrund und bespitztem bis zugespitztem oder stumpfem oberen Ende. Die Blattunterseite ist heller grün als die Blattoberseite.

### Blüte, Frucht und Samen
Schon sehr junge, ein- oder zweijährige Pflanzen können blühen. Der Blütenstiel ist behaart. Die einzeln an den Enden der Zweige stehenden Blütenknospen sind dicht behaart. Vor dem Laubaustrieb im Frühjahr entfalten sich die Blüten. Die duftenden Blüten sind zwittrig und besitzen einen Durchmesser von 10 bis 15 Zentimeter. Jede Blüte besitzt 15 bis 36 weiße oder gelegentlich rosafarbene Blütenhüllblätter. Die äußeren drei Blütenhüllblätter sind kleiner, grünlich und fallen ab, noch bevor sich die Blüte öffnet. Es sind zahlreiche, an ihre Basis rosafarbene bis violette Staubblätter und zahlreiche Stempel vorhanden.
Die zuerst grüne und sich später rotbraun färbende Sammelbalgfrucht ist bei einer Länge von 5 bis 10 Zentimeter  zylindrisch. Die Samen sind von einer roten Sarkotesta umgeben.

### Chromosomensatz
Die Chromosomenzahl beträgt 2n=38.

## Verbreitungsgebiet
Die Stern-Magnolie stammt aus Japan: bis in die 1950er Jahre waren keine natürlichen Populationen bekannt, die wenigen gefundenen Pflanzen wurden als Gartenflüchtlinge interpretiert. So war unklar, ob die Stern-Magnolie womöglich eine in japanischen Gärten entstandene Kreuzung oder Sorte sei. Erst Inami berichtete 1959 von Vorkommen in der Provinz Aichi, Ueda bestätigte 1988, dass diese Art ein kleines natürliches Verbreitungsgebiet in den Provinzen Gifu, Aichi und Mie auf Honshū hat. Dort wächst die Stern-Magnolie an offenen, sonnigen Hängen in feuchtem, sumpfigem Gelände.

## Verwendung
Schon lange wird die Stern-Magnolie als Ziergehölz in Ostasien gepflanzt. Schon Siebold versuchte, sie aus Japan nach Europa einzuführen, scheiterte aber an japanischen Handelsbeschränkungen. Erst im Jahr 1862 sandte Dr. George Rogers Hall die Stern-Magnolie zur Baumschule Samuel Parson in New York, etwa ab den 1870er Jahren erfolgte eine stärkere Verbreitung. Auch heute ist sie im Handel erhältlich.
Sorten der Stern-Magnolie (Auswahl):
- 'Rosea' – Blüten in der Knospe rosafarben, später nach weiß aufhellend, etwas kleiner als der Typ. Seit 1899 bekannt.
- 'Rubra' – Blüten dunkelrosafarben bis rot, Pflanzen größer, Chromosomenzahl 2n=51. Eventuell eine Hybride mit der Purpur-Magnolie. 1925 von K. Wada in Japan in den Handel gebracht.
- 'Royal Star' – Große Blüten, in der Knospe rosa, später weiß, mit 25 bis 30 Blütenkronblättern.
- 'Water Lily' und 'Water Lily' – unter diesem Namen sind bis zu vier verschiedene Sorten im Handel.

Hybriden mit der Stern-Magnolie:

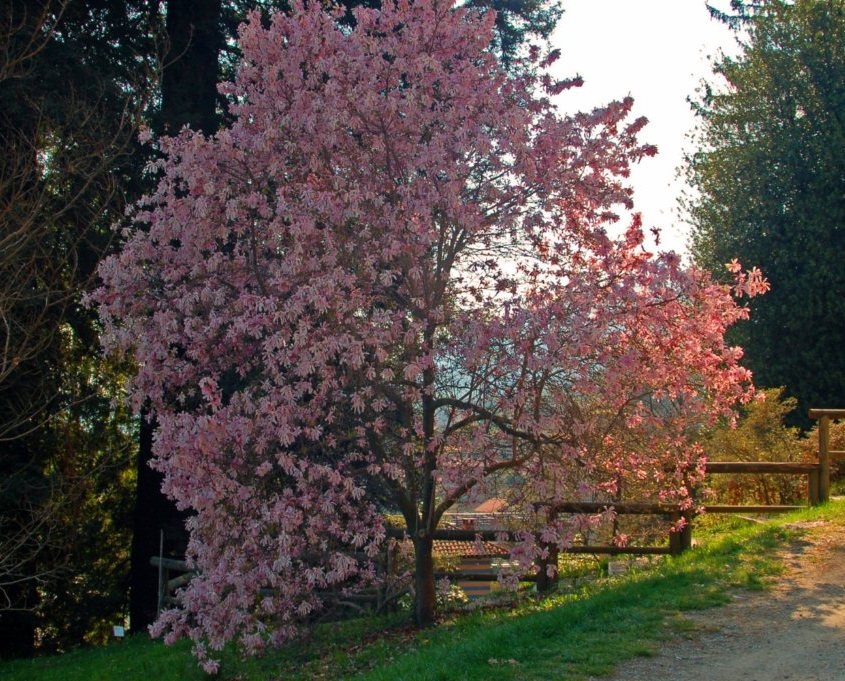
Magnolia ×loebneri Sorte 'Leonard Messel'

- Magnolia kobus × Magnolia stellata = Magnolia ×loebneri, in den Eigenschaften zwischen den Elternarten stehend. Diese Kreuzung ist aus der Natur nicht bekannt, da sich die Verbreitungsgebiete der beiden Arten nicht berühren. Die Kreuzung wurde erstmals von Max Loebner aus Pillnitz erzielt und 1920 von Paul Kache als Magnolia ×loebneri bezeichnet. 1923 erwarb die Baumschule Kordes einige Pflanzen von Loebner, seither wurden zahlreiche weitere Sorten mit diesen Eltern erzeugt, etwa 'Leonard Messel' und 'Merrill'.
- Magnolia salicifolia × Magnolia stellata = Magnolia ×proctoriana, die Hybride dieser nahe verwandten Arten wurde zuerst 1925 am Arnold Arboretum der Harvard University erzielt.
- Magnolia liliiflora × Magnolia stellata, am U.S. National Arboretum von Francis deVos und William Korsar erzielte Hybriden. Acht Sorten mit Frauennamen, die „Eight Little Girls“, sind daraus im Handel. Alle sind triploid mit 57 Chromosomen.

## Systematik und botanische Geschichte
Innerhalb der Gattung Magnolia wird die Stern-Magnolie in die Untergattung Yulania, dort in die Sektion und Subsektion Yulania eingeordnet. Verwandte Arten sind beispielsweise die Kobushi-Magnolie, Magnolia salicifolia und Magnolia biondii. Eine eigene Sektion für diese Arten (Buergeria) wird nicht mehr aufrechterhalten.
Eine erste Beschreibung der Stern-Magnolie lieferte Thunberg schon 1784 unter dem Namen Magnolia tomentosa, verwechselte aber einen Herbarbeleg und legte ein Edgeworthia-Exemplar als Typusexemplar fest, was die Beschreibung ungültig machte. Der nächstjüngere Name stammt von Siebold und Zuccarini, die die Pflanze 1846 Buergeria stellata nannten; Maximowicz stellte 1872 dann die Kombination Magnolia stellata auf. Blackburn hielt 1955 die Sternmagnolie für eine Varietät der Kobushi-Magnolie (Magnolia kobus var. stellata), mit dem Argument, Sämlinge der Stern-Magnolie würden zur Hälfte der Kobushi-Magnolie gleichen, außerdem sei kein natürliches Vorkommen bekannt. Inzwischen ist jedoch ein von der Kobushi-Magnolie separates Areal bekannt. Die dortigen Pflanzen zeigen eine viel geringere Variabilität als kultivierte Exemplare, was daran liegen könnte, dass die in Gärten bekannten Pflanzen Hybriden mit Kobushi-Magnolie oder Magnolia salicifolia sind.